# Institut royal des aveugles, sourds et muets de Woluwe-Saint-Lambert
L'Institut royal pour aveugles et sourds-muets (en néerlandais : Koninklijk Instituut voor Blinden en Doofstommen) est la plus ancienne école destinée aux personnes aveugles et sourdes-muettes en Belgique. Fondé en 1835 à Schaerbeek (Bruxelles), il s'est installé en 1878 dans ses locaux actuels de Woluwe-Saint-Lambert. Initialement bilingue, l'institut est devenu exclusivement néerlandophone en 1981, tandis qu'un établissement francophone était créé à Uccle.

## Histoire

### Origines
En 1834, un institut pour filles sourdes et aveugles est créé au Papenvest à Bruxelles. Cette initiative revient à Petrus Jozef Triest, fondateur de deux instituts précédents à Gand, l'un pour hommes et l'autre pour femmes. Les Sœurs de l'institut prennent en charge les filles du Papenvest, alliant éducation et soins personnels. Le nouvel institut féminin de Bruxelles est notamment dirigé par le prêtre Désiré De Haerne par la suite.
Triest crée ensuite un second institut destiné aux garçons, confié à ses Frères de Gand. Peu de temps après leur création, les deux instituts reçoivent le titre royal. Ces établissements privés sont soutenus par des donateurs ainsi que par le monde politique, qui n'intervient cependant pas dans leur gestion quotidienne.
L'institut masculin déménage à Woluwe-Saint-Lambert en 1878, tandis que l'institut féminin s'installe à Uccle en 1956.

### Woluwe-Saint-Lambert
Fraîchement installé dans ses nouveaux locaux de l'avenue Georges-Henri, l'institut pour garçons accueille à ses débuts environ 100 sourds et 50 aveugles. Après la Seconde Guerre mondiale, le nombre d'élèves atteint 400, marquant une croissance importante.
Historiquement bilingue, l'institut devient exclusivement néerlandophone en 1981. Cette évolution est perçue positivement par certains, bien que l'époque du bilinguisme ait laissé des anecdotes, notamment la pratique d'un échange linguistique informel entre élèves francophones et néerlandophones.
Le rôle de la musique y fut central, avec des formations pour organistes et accordeurs de piano aveugles, profession qui garantissait autrefois un avenir stable aux élèves.
En 1975, l'un des frères de la Charité, Alberik Veremans, part pour Kinshasa afin d'y transmettre son savoir en musique et braille, où il restera 16 ans, soulignant l'esprit d'apprentissage similaire à celui de Woluwe cinquante ans plus tôt.
Aujourd'hui, l'institut comprends plusieurs départements spécialisés, dont des classes pour aveugles, pour autistes, ainsi qu'un internat, et offrant un enseignement secondaire adapté à des élèves âgés de 3 à 20 ans.

## Bâtiment
En 1878, l'institution s'installe à Woluwe-Saint-Lambert après avoir quitté Schaerbeek. Le nouveau complexe, conçu par l'architecte communal H. Jaumot (formé à l'école Saint-Luc), est construit en pleine campagne et contribue à l'urbanisation du quartier. 
De style néogothique régionaliste, il se compose de façades en brique ornées de gradins, ancres, contreforts, baies cintrées ou en rosace. Les bâtiments principaux, à deux niveaux sous toiture mansardée, sont disposés en U autour d'une cour fermée côté rue par un mur. 
L'aile gauche abrite la chapelle Saint-Vincent-de-Paul, protecteur des handicapés, qui possède un orgue romantique conçu par Joseph Merklin (1860).
L'institut et l'orgue ont été inscrits sur la liste de sauvegarde du patrimoine bruxellois le 11 juin 1998.